# Эйбелл, Томас
Томас Эйбелл (англ. Thomas Abell, 1497 г., Англия — 30.06.1540 г., Лондон, Англия) — блаженный Римско-Католической церкви, мученик, священник.

## Биография
Томас родился в 1497 году в Англии. Получив образование в Оксфордском университете, Томас Эйбелл поступил на службу к Екатерине Арагонской и был её капелланом до 1528 года, когда он был отправлен в Испанию английской королевой к королю Карлу V с миссией о предполагаемым разводе с Генрихом VIII. Вернувшись в Англию, Томас Эйбелл получил от Екатерины Арагонской в знак благодарности приход в Брадвелле.
В 1532 году Томас Эйбелл написал сочинение «Invicta veritas. An answere, That by no manner of law, it may be lawfull for the most noble King of England, King Henry the eight to be divorced from the queens grace, his lawfull and very wife», в котором отвечал на претензии Генриха VIII на духовную власть. Книга была напечатана в тайных условиях в Антверпене. За это сочинение Томас Эйбелл был арестован. Через некоторое время он был освобождён из заключения.
В декабре 1533 года он был снова осуждён за распространение пророчеств Девы из Кента и поддержку Екатерины Арагонской. Находился под домашним арестом во францисканском монастыре вместе с Джоном Форестом. Томас Эйбелл отказался принять Акт о супрематии, за что был переведён в тюрьму Смитфельд и был казнён 30 июня 1540 года через два дня после казни Томаса Кромвеля.

## Прославление
9 декабря 1886 года Римским папой Львом XIII был причислен к лику блаженных вместе с группой 54 английских мучеников.

## Источник
- Reinhold Rieger: Abel (Able, Abble, Abell), Thomas. In: Walter Kasper (Hrsg.): Lexikon für Theologie und Kirche. 3. Auflage. 1. Band. Herder, Freiburg im Breisgau 2006, стр. 21 — 22, ISBN 3-451-22012-1
- Catholic Encyclopedia, статья «Thomas Abell»